# Публій Сервілій Гемін
Публій Сервілій Гемін (Publius Servilius Geminus; ? — після 248 до н. е.) — політичний, державний та військовий діяч Римської республіки, консул 252 та 248 років до н. е.

## Життєпис
Походив з впливового патриціанського роду Сервіліїв. Син Квінта Сервілія. Мав брата-близнюка Квінта. Звідси отримав свій когномен — «Гемін», тобто близнюк. Втім Квінт Сервілій відмовився від державної кар'єри. На відміну від нього Публій Гемін зробив гарну кар'єру. У 252 році до н. е. обрано консулом разом з Гаєм Аврелієм Коттою. Під час своєї каденції воював проти карфагенян на о. Сицилія (точилася Перша Пунічна війна). Йому вдалося зайняти місто Гімеру.
У 248 році до н. е. вдруге обрано консулом, знову з Гаєм Аврелієм Коттою. Під час своєї каденції разом з колегою взяв в облогу міста Лілбей та Дрепанум, проте захопити їх не зумів.

## Родина
- Гней Сервілій Гемін, консул 217 року до н. е.
- Гай Сервілій Гемін, претор 218 року до н.е.